# 13250 Danieladucato
13250 Danieladucato eller 1998 OJ är en asteroid i huvudbältet som upptäcktes den 19 juli 1998 av de båda italienska astronomerna Andrea Boattini och Luciano Tesi vid Pian dei Termini-observatoriet. Den är uppkallad efter amatörastronomen Daniela Ducato.
Asteroiden har en diameter på ungefär 2 kilometer.